# Franz Bernreiter
Franz Bernreiter (13 febbraio 1954) è un allenatore di biathlon ed ex biatleta tedesco, vincitore di una medaglia olimpica. Durante la sua carriera agonistica ha gareggiato per la nazionale tedesca occidentale.

## Biografia

### Carriera da atleta
In carriera prese parte a un'edizione dei Giochi olimpici invernali, Lake Placid 1980 (19° nella 20 km, 3° nella staffetta), e ad una dei Campionati mondiali, vincendo un argento.

### Carriera da allenatore
Dopo il ritiro è stato allenatore della nazionale tedesca.

## Palmarès

### Olimpiadi
- 1 medaglia:
  - 1 bronzo (staffetta a Lake Placid 1980)

### Mondiali
- 1 medaglia:
  - 1 argento (staffetta a Lahti 1981)